# Škoda 1101 Tudor
Škoda 1101 — сімейство легкових автомобілів, що виготовлялося підприємством AZNP Skoda (чеськ. Automobilové závody, národní podnik Škoda — автомобільний завод народного підприємства «Шкода») у 1946—1952 рр.
Після Другої світової війни заводи у містах Млада-Болеслав, Квасини і Врхлабі були націоналізовані та об'єднані у AZNP Škoda. До війни у Врхлабі виготовлялись спеціальні кузова для автомобілів «Шкода», а ще давніше розташовувалась екіпажна фабрика.
Škoda 1101 — перший післявоєнний автомобіль AZNP Škoda, побудований на базі Škoda 1100 Popular (1939 р.). Відмінність від попередника полягала у новому 2-дверному кузові (також з дерев'яним каркасом), через котрий автомобіль мав прізвисько «Тудор». Й навіть пізніше, коли з'явились 4-дверні кузова, за звичкою автомобілі називали так само.
Аналогічно попереднику автомобіль мав хребтову раму, незалежну ресорну підвіску усіх коліс.
Виробництво Škoda 1101 почалось у 1946 р., а у 1949 до неї додалась Škoda 1102 (відрізнялась важелем перемикання передач на кермовій колонці). На оновленому шасі Škoda 1102 встановлювали переважно кузова седан, а на Škoda 1101 — універсали, фургони й карети швидкої допомоги.
Існував військовий варіант — Škoda 1101 VO з суцільнометалевим відкритим 4-дверним кузовом. Протягом 1948—1951 було виготовлено 4237 таких автомобілів, в основному для експорту.
Загалом було виготовлено 66 904 авт., з яких близько 50 000 пішли на експорт.

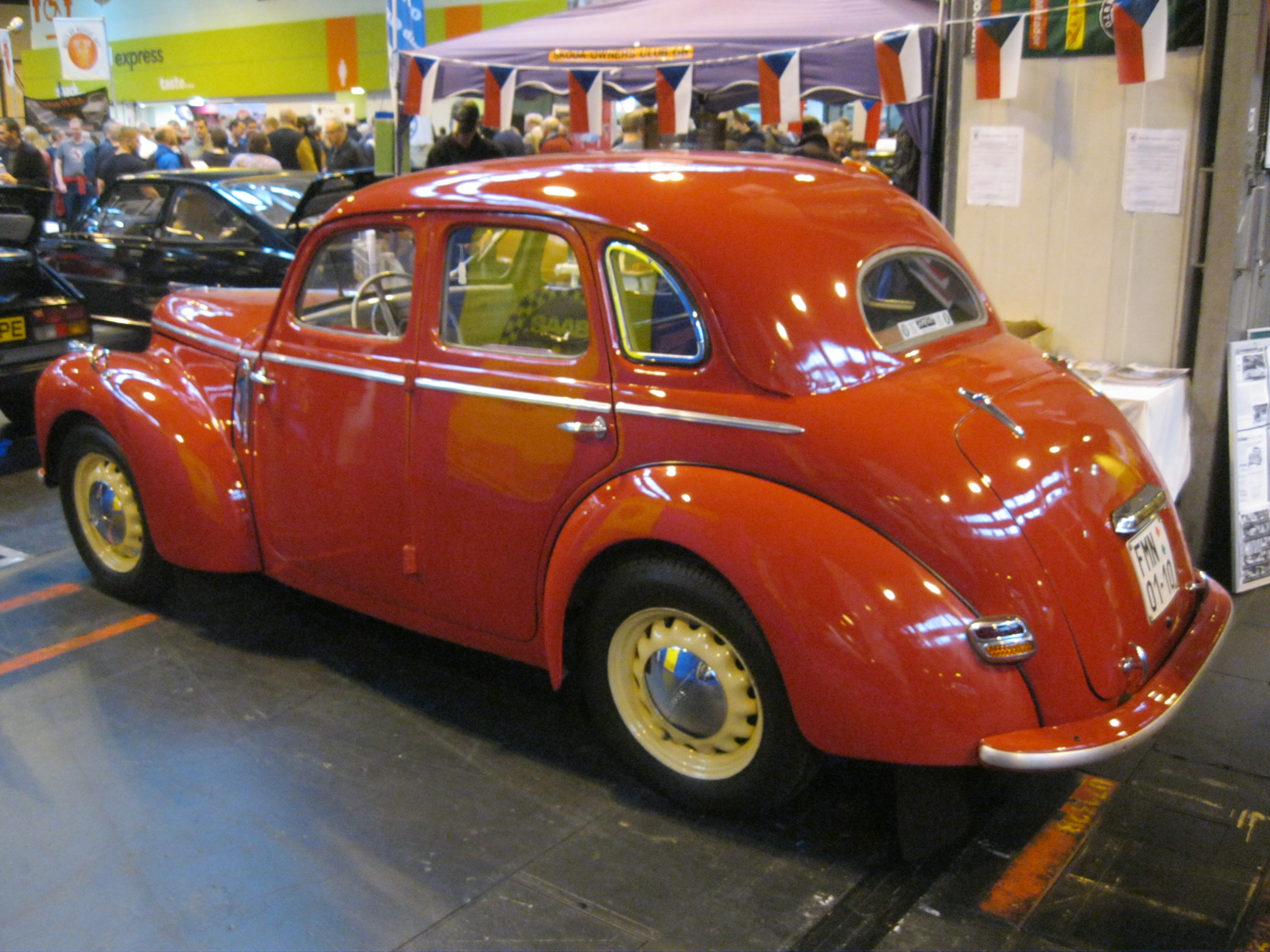
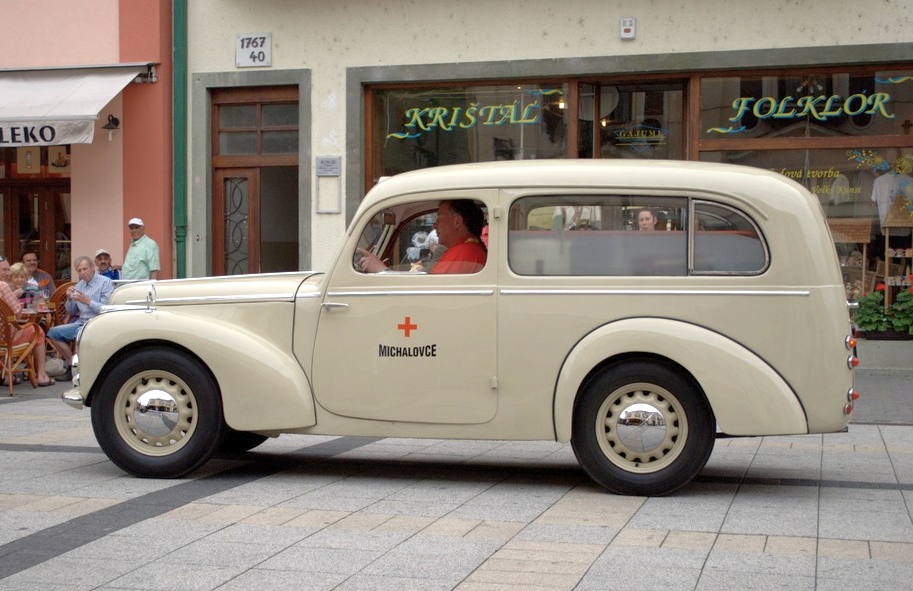
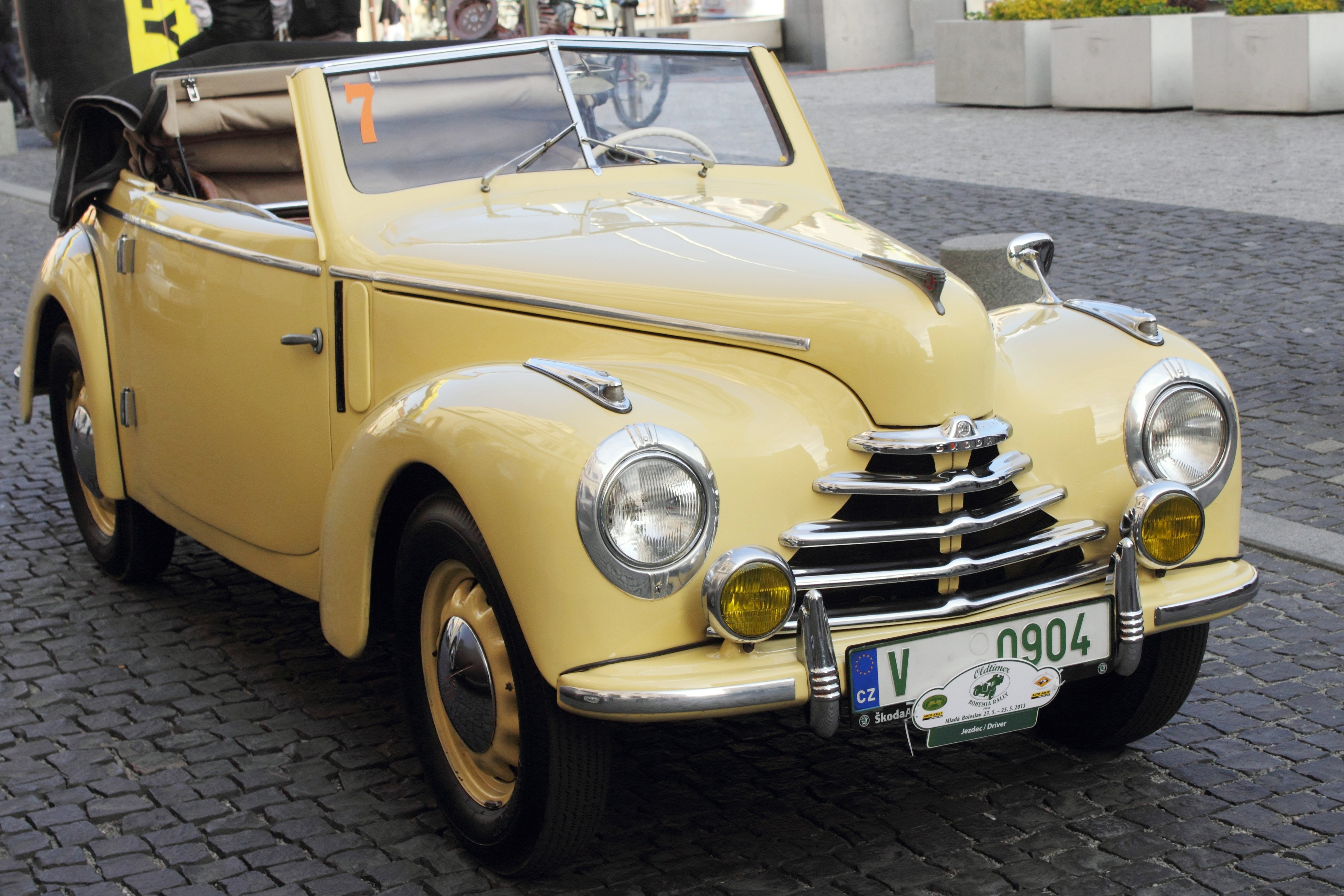
Škoda Tudor Cabrio 938
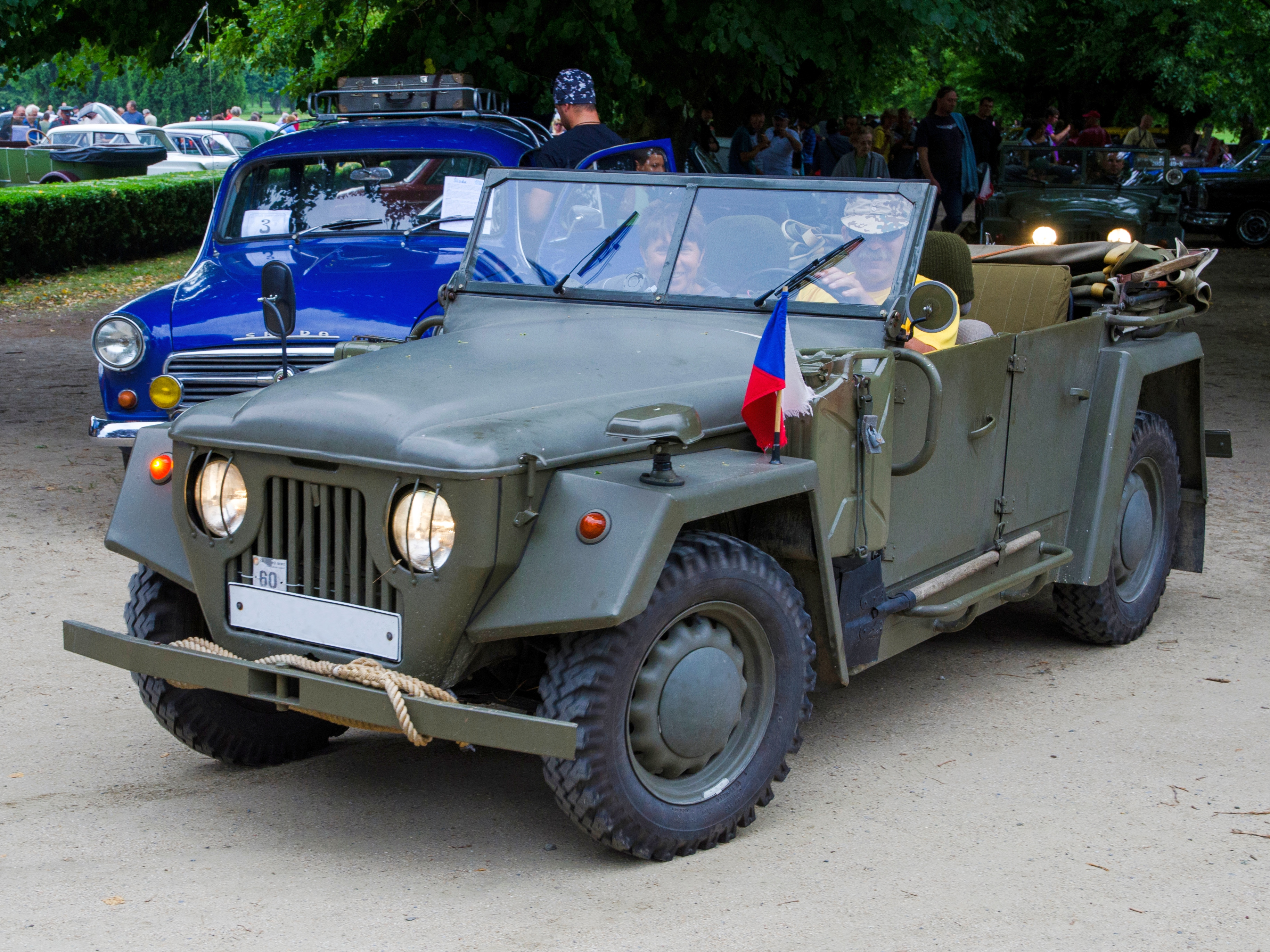
Škoda Combat Tudor
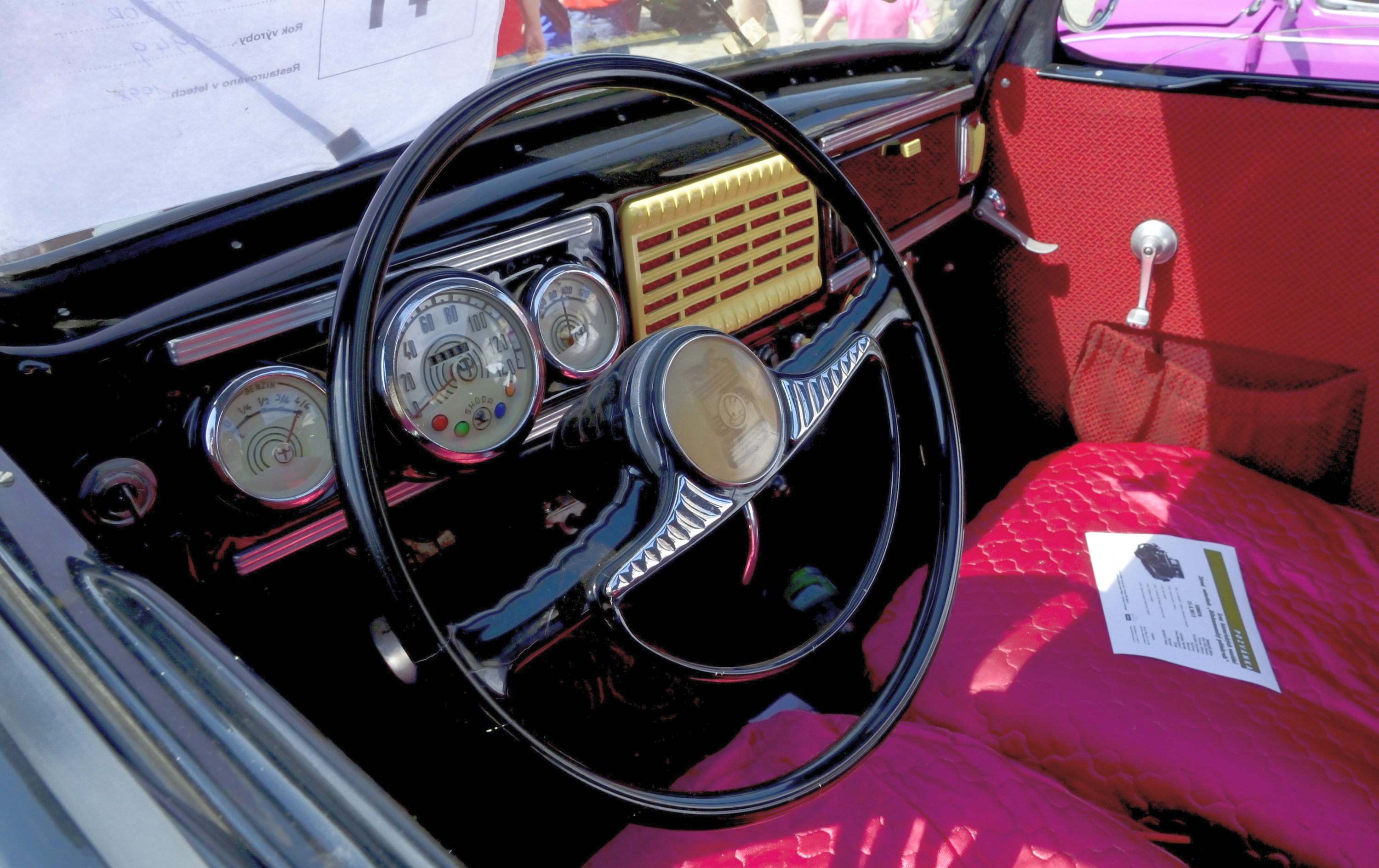